# Conseil de Manly
Pour les articles homonymes, voir Manly.
Le conseil de Manly (en anglais : Manly Council) est une ancienne zone d'administration locale de l'agglomération de Sydney, située dans l'État de Nouvelle-Galles du Sud en Australie. Il a existé de 1877 à 2016, date à laquelle il est rattaché au conseil de Northern Beaches.

## Géographie
La zone s'étendait sur 15 km2 au nord-est du centre d'affaires de Sydney, dans la région des Northern Beaches, à l'entrée de la baie de Sydney. Bordée par l'océan Pacifique à l'est, elle était limitrophe du conseil de Warringah au nord.

### Quartiers
- Balgowlah
- Balgowlah Heights
- Clontarf
- Fairlight
- Manly
- Seaforth

## Histoire
Le district municipal de Manly est créé le 6 février 1877. Il est remplacé par une municipalité en 1906. Celle-ci devient à son tour le conseil de Manly le 1er juillet 1993.
En 2015, dans le cadre du regroupement des zones administratives, différents projets de fusion sont proposés. Le 12 mai 2016, le ministre des collectivités locales de Nouvelle-Galles du Sud décide de la fusion du conseil de Manly avec ceux de Pittwater et de Warringah pour former la nouvelle zone du conseil de Northern Beaches.